# Atletiek op de Paralympische Zomerspelen 2024 - 100 m mannen T44
De 100 meter voor mannen klasse T44 op de Paralympische Zomerspelen 2024 vond plaats op 1 september in het Stade de France. Deze klasse is voor atleten die een enkele amputatie onder de knie hebben of die lopen met matig verminderde functie in één of beide benen. In 2020 was deze klasse onderdeel van de klasse T64. De winaar in 2024 was de Zuid-Afrikaan Mpumelelo Mhlongo. De Cubaan Yamel Luis Vives Suares behaalde het zilver en de bronzen medaille was voor Eddy Bernard uit Maleisië.

## Records
Voorafgaand aan het toernooi waren dit de wereldrecords en Paralympische records.
| Wereldrecord        | Zuid-Afrika Mpumelelo Mhlongo | 11.00 | Dubai | 11 november 2019 |
| Paralympisch record | Zuid-Afrika Mpumelelo Mhlongo | 11.03 | Tokio | 30 augustus 2021 |

## Finale
| Rang   | Baan | Naam                    | Naam | Tijd  | Bijz. |
| ------ | ---- | ----------------------- | ---- | ----- | ----- |
| Goud   | 4    | Mpumelelo Mhlongo       | RSA  | 11.12 | SB    |
| Zilver | 7    | Yamel Luis Vives Suares | CUB  | 11.20 |       |
| Brons  | 3    | Eddy Bernard            | MAS  | 11.58 |       |
| 4      | 8    | Felicien Siapo          | FRA  | 11.66 |       |
| 5      | 5    | Indika Gamage           | SRI  | 11.67 | SB    |
| 6      | 2    | Nour Alsana             | KSA  | 11.70 | PB    |
| 7      | 9    | Karim Ramadan           | EGY  | 11.96 |       |
| 8      | 1    | Marco Cicchetti         | ITA  | 12.03 | SB    |
| 9      | 6    | Matheus de Lima         | BRA  | 12.15 |       |